# Ощепков, Василий Сергеевич
Васи́лий Серге́евич Още́пков (25 декабря 1892 [6 января 1893], Александровский пост, Сахалин — 10 октября 1937, Москва) — родоначальник советского дзюдо и один из основателей самбо.

## Биография
Мать — Мария Семёновна Ощепкова (1851—1904), приговорённая в 1890 году к 60 плетям и 18 годам сахалинской каторги за побег с исправительно-трудовых работ в Пермской губернии и переведенная в ссыльнопоселенки только тогда, когда Василию было 8 лет. Отец — заключивший «тюремный брак» с каторжанкой, ссыльнопоселенец, украинец из Киевской губернии Сергей Захарович Плисак, столяр «причисленный к крестьянскому сословию», умер в 1902. Вскоре умерла и мать Василия, и он остался сиротой.

### Обучение в духовной семинарии и Кодокане
После передачи в 1905 году Южного Сахалина японцам по Портсмутскому миру оставшийся в 1904 году полным сиротой, Василий попал в поле зрения русской православной миссии в Японии. Он был отправлен на учёбу на остров Хонсю в Японии, где обучался вначале с сентября 1907 года в семинарии в Киото, где готовили только церковнослужителей. Там он увлёкся дзюдо и по направлению преподавателя дзюдо из семинарии был принят в Кодокан и переведён в духовную семинарию Токио при православной миссии, организованную будущим святым Николаем Японским, по окончании которой мог стать священнослужителем. В семинарии преподавалось дзюдо, и по рекомендации тренера как лучший дзюдоист семинарии 29 октября 1911 года Василий был допущен к вступительным испытаниям и принят в институт дзюдо Кодокан в Токио, основанный Дзигоро Кано. 15 июня 1913 года Ощепков получил первую мастерскую степень — сёдан (первый дан); в октябре 1917 года, во время командировки в Японию, сдал экзамены на второй дан, став первым русским и третьим европейцем, получившим второй дан по дзюдо. В то время в дзюдо было не 10 данов, как сейчас, а только 5.

### Работа в разведке
Окончив семинарию и не приняв духовный сан, свободно знавший японский и английский языки Ощепков в 1913 году вернулся в Россию. Работал переводчиком в контрразведке сначала Заамурского округа пограничной стражи в городе Харбине, затем — в отделе контрразведки штаба Владивостокской крепости Приамурского военного округа во Владивостоке. В 1914 году основал там просуществовавшую до 1920 года первую в России секцию дзюдо и впервые в России провёл соревнования по дзюдо в 1917 году. Неоднократно выезжал в командировки в Японию. В 1918 году обучал дзюдо милиционеров Владивостока.
В 1919 году работал у колчаковцев и в японском Управлении военно-полевых сообщений переводчиком; в этот период он через сослуживца, земляка и сокурсника по Токийской семинарии Трофима Юркевича установил связь с Осведомительным отделом подполья РКП(б). Одновременно предприимчивый Ощепков пытается зарабатывать: открывает школу обучения японскому языку, участвует в торговых операциях с Японией и даже покупает кинопроектор.
В 1921 году Ощепков вернулся в Японию как собственник унаследованных от отца домов в Александровске под видом кинопрокатчика. С 1920 года весь Сахалин был оккупирован японскими войсками, и это открывало перспективы для разведывательной деятельности, так как по японским законам кинопрокатчик был обязан устраивать льготные сеансы для военнослужащих. Его донесения в СССР имели важный практический смысл, отличаясь полнотой и обстоятельностью.
В 1924 году начальство предлагает ему перебраться на Южный Сахалин, однако Ощепков выдвигает встречное предложение о продолжении разведывательной деятельности в Токио, на что получает согласие и в октябре отбывает в Харбин, а оттуда через Кобэ — в Токио. В Харбине он знакомится и быстро женится на своей землячке Марии.
В Токио Ощепков организовал работающую разведывательную сеть, однако из-за разногласий с некомпетентным начальством ему в 1926 году пришлось вернуться в СССР, где он был обвинён в растрате казённых средств. Чтобы компенсировать 3140 иен, израсходованных на агентов, но не подкреплённых расписками, ему пришлось распродать практически всё личное имущество, включая кинопроектор.

### Работа в Сибирском военном округе
В штабе СибВО не собирались терять высококвалифицированного япониста, и В. С. Ощепков был оставлен во Владивостоке в качестве переводчика. 27 января 1927 года приказом № 26 Реввовенсовета СССР «Ощепков Василий Сергеевич определён на службу в РККА». Потом на этом основании «приказом войскам сибирского военного округа за № 19» В. С. Ощепков «назначается на должность переводчика 7-го отделения Штаба округа» в Новосибирске, причём назначение было оформлено задним числом — с 15 апреля 1926 года, с выплатой всего положенного за этот период денежного довольствия.
Практически все средства В. С. Ощепкова уходили на лечение больной жены. Он стал пытаться добиться перевода в Москву или Ленинград, где можно было бы обеспечить более действенную лечебную помощь и иметь более высокий оклад, для чего пытался убедить военное начальство в перспективности использования дзюдо в военном обучении (см. ниже). В итоге в сентябре 1929 года его усилия увенчались успехом, и он был вызван в Москву. Его жена к этому моменту уже скончалась.

### Популяризация дзюдо в СССР и создание самбо
В 1914 году, сразу после приезда в Россию, В. С. Ощепков организовал во Владивостоке кружок дзюдо, функционировавший по адресу ул. Корабельная набережная, д. 21 (ныне — спортивный клуб Тихоокеанского флота), о чём в июне 1915 года появилась статья в столичном журнале «Геркулес». В 1917 году во Владивостоке состоялся первый в истории широко разрекламированный международный матч по дзюдо: ученики В. С. Ощепкова состязались с воспитанниками японского высшего коммерческого училища города Отару, приехавшими во Владивосток, подобный международный матч был и в 1915 году.
В 1927 году в Новосибирске на собрании ячейки Осоавиахима при штабе Сибирского военного округа В. С. Ощепков выступил с рассказом о дзюдо, после чего немедленно было решено организовать для сотрудников штаба кружок по изучению приёмов самозащиты. Услугами редкого специалиста поспешило воспользоваться и местное общество «Динамо».
Сразу после перевода в Москву В. С. Ощепков открыл при Центральном доме Красной Армии (ЦДКА) двухмесячные курсы «дзюу-до» (написание того времени). После первых показательных выступлений в ЦДКА немедленно были созданы две группы из военнослужащих и работников Дома Армии, а также первая в стране женская группа.
В 1929 Ощепков стал преподавателем Государственного центрального института физической культуры (Инфизкульта). Работа в Институте физкультуры дала Ощепкову уникальную возможность познакомиться с системами борьбы народов СССР, представители которых обучались у него на кафедре. Он проанализировал штыковой бой, международные спортивные единоборства, китайское ушу и целый ряд национальных видов борьбы с точки зрения их применимости в боевой схватке. Разработки Ощепкова в итоге влились в более совершенную прикладную систему, самбо (самооборона без оружия), над созданием которой в те годы работали энтузиасты.
В 1930 году при непосредственном участии В. С. Ощепкова было подготовлено и опубликовано «Руководство по физической подготовке РККА», а в 1931 году — методическое пособие «Физические упражнения РККА», где впервые в нашей стране была изложена комплексная программа обучения рукопашному бою. Параллельно с публикацией методических материалов В. С. Ощепков провёл специальные курсы для начальствующего состава Московского гарнизона, а затем развернул работу в инструкторско-методическом бюро при Московском гарнизонном комитете, непосредственно сам осуществлял преподавание рукопашного боя в нескольких воинских частях, а также принял участие в состязаниях комсостава Московского гарнизона по штыковому бою, заняв там первое место.
В 1931 году в СССР был разработан физкультурный комплекс «Готов к труду и обороне СССР» (ГТО СССР). В 1932 году был учреждён комплекс ГТО второй ступени, в котором, в качестве одной из норм, появились приёмы самозащиты. Разработкой комплекса приёмов для ГТО-II по поручению спецкомиссии под председательством С. С. Каменева занимался именно В. С. Ощепков.
В 1930 году на базе ЦДКА, но по линии спорткомитета СССР, В. С. Ощепков провёл специальные курсы инструкторов, на которых получили подготовку преподаватели физвоспитания из самых различных регионов страны. Среди них был Александр Рубанчик из Ростова-на-Дону, который служил в милиции, и по инициативе которого Ощепков провёл показательные выступления в Центральной высшей школе милиции, в которых, кроме него самого, приняли участие выпускники курсов в полном составе. Демонстрация имела потрясающий успех, после чего В. С. Ощепков немедленно был приглашён для преподавания в этом головном учебном заведении милиции. Помимо обязательного курса рукопашного боя, В. С. Ощепков стал вести в ЦВШМ и клубную работу, которая продолжалась и на военном факультете Инфизкульта. Программа обучения Ощепкова и клубные занятия в ЦВШМ были ликвидированы в 1934 году по требованию В. А. Спиридонова, заявившего, что это противоречит его собственной и официально утверждённой программе.
В 1932 году при Инфизкульте был учреждён военный факультет. Преподавание рукопашного боя и борьбы в одежде как на факультете, так и на организованных при нём курсах осуществлялось тоже Ощепковым. В 1933—1934 годах он также обучает учащихся двухгодичной школы профсоюзов имени Н. М. Шверника. В 1934 году Василий Сергеевич создаёт свою секцию в только что построенном Дворце спорта Авиахима, которую в 1935 году по болезни передаёт своему ученику, практиканту из Инфизкульта А. А. Харлампиеву. Летом 1937 года В. С. Ощепкову удалось добиться открытия специализации по дзюдо в организованной при Инфизкульте Высшей школе тренеров.

### Арест и гибель
В ночь с 1 на 2 октября 1937 года был арестован. Ощепков умер в камере Бутырской тюрьмы 10 октября — по официальной версии от сердечного приступа.
Дата и место смерти Ощепкова точно не документированы. Есть версия, что его расстреляли в ноябре 1938 года в Новосибирске.
В 1957 году, благодаря стараниям вдовы Ощепкова, Анны Ивановны, он был реабилитирован.

## Личная жизнь
Ощепков был трижды женат. С первой женой, Екатериной Журавлевой, он развёлся в Харбине в 1924 году, после того как, будучи в командировке, влюбился в 17-летнюю землячку из Александровска Марию Григорьевну, жившую к тому времени в том же городе. В 22 года в Новосибирске вторая жена умерла от туберкулёза. В Москве Ощепков женился на Анне Ивановне Казембек.
В последние годы у Ощепкова стали появляться проблемы со здоровьем. Ученики Ощепкова отмечали, что он никогда не показывался перед ними обнажённым хотя бы по пояс. Некоторые делали вывод, что он скрывал какое-то кожное заболевание. Ученик Харлампиева и Ощепкова А. А. Будзинский рассказывал, что был на квартире у учителя в начале 1937 года в переулке Медведева. По его словам, «Василий Сергеевич лежал на постели и был болен, его уже мучила болезнь сердца, и он не расставался с нитроглицерином».

## Память
В 2000-е годы в различных регионах России были организованы клубы и турниры по самбо памяти В. С. Ощепкова, в том числе Всероссийский юношеский турнир по боевому самбо памяти В. С. Ощепкова. Во время встречи совета Азиатско-Тихоокеанского экономического сотрудничества АТЭС во Владивостоке в сентябре 2012 года там был открыт памятник мастеру.
В честь самбиста Василия Ощепкова в 2017 году названа улица в Москве на территории жилого комплекса «Москвичка» в поселении Сосенском Новомосковского административного округа. Планировалась, что на новой улице построят спортивный центр «Самбо-70», однако за несколько месяцев до сдачи здания с фасада пропала готовая надпись «Самбо-70» (запечатленная на многих фотографиях в соцсетях жильцами ЖК «Москвичка») и заменена на «Москва-98». В ноябре 2021 года здание спортивной школы было сдано и передано в ведение «ГБОУ Центр образования и спорта „Москва-98“ Департамента спорта города Москвы».
В 2013 году открыта памятная доска на родине мастера в Александровске.
В 2016 году во Владивостоке открыли мемориальный комплекс, посвящённый основателю дзюдо в России Василию Ощепкову и его японским учителям. Авторы проекта – скульптор Петр Чегодаев и архитектор Анатолий Мельник. Героями скульптурной группы стали Василий Ощепков, создатель дзюдо Кано Дзигоро, вручивший ему чёрный пояс, а также сенсей Хидетеси Томабечи.
В 2020 году на Аллее спортивной славы комплекса «Лужники» установлен мемориал работы скульптора Салавата Щербакова, посвящённый основоположникам самбо: Василию Ощепкову, Виктору Спиридонову и Анатолию Харлампиеву.
В 2023 году в российском художественном фильме «Легенда о самбо» роль Василия Ощепкова сыграл Вольфганг Черни.